# Fyrtårne i Norge
Fyrtårne i Norge er placeret langs den 100.915 km lange norske kyst. Der har i alt været 212 fyr, men kun 154 har været i drift samtidig. Det første fyr, som blev opført i Norge var Lindesnes fyr, som oprettedes i 1655, og det sidste bemandede fyr, som kom til, var Anda fyr, som blev færdiggjort i 1932. I dag er alle fyrene automatiserede og ubemandede. Bøkfjord fyr var i december 2006 det sidste fyr, som blev ubemandet. I dag defineres totalt 107 anlæg som fyrstationer i Norge. Ansvar for fyrbelysning og sejlemærker i Norge ligger hos Fyr- og merketjenesten i Kystverkets Hovedkontor. 

## Norsk fyrhistorie
Først i 1655 blev det første fyrlyset tændt i Norge. Kong Frederik 3. (1609–70) udstedte den 18. juli 1655 en formaning, som gav Pouell Hansønn, borger af Christiansand, privilegium til at etablere fyrdrift på Lindesnes. Driften skulle finansieres ved at beskatte alle skibsanløb i havnene mellem Bergen og Båhus Len. Fyret blev bygget som et tretårn med store talglys, som brændte bag blyglasruder, men det var kun i drift i et år. 
I 1725 blev Lindesnes fyr tændt igen, og i mellemtiden var der etableret fyr på Færder, Kvitsøy og Høyvarde. Alle disse fyr var formodentlig bålfyr. Det nye fyr på Lindesnes var et vippefyr, en konstruktion efter vægtstangsprincippet. Yderst for den ene enden af en stang hang en kulgryde, som kunne sænkes til jorden, når ilden skulle tændes. Man gik senere bort fra vippefyrkonstruktionen på grund af brandfaren, og på flere fyr satte man i stedet kulgryden direkte på bjerggrunden. 
Færder fyr i Oslofjorden blev anlagt i 1696 på øen Store Færder lige nord for det nuværende fyr. Dette var et privat fyr formet som en åben, smedet fyrgryde. Gryden stod også her direkte på bjerggrunden, og fyrvogteren fyrede med kul og træ hele natten. På et år blev der brændt omkring 540 tønder kul af. I 1799 overtog det offentlige ansvaret for fyrdriften, og et tårn med stor lygte stod færdig i 1802. 
I 1841 fik Norge sit eget fyrvæsen, og det blev skilt ud som et eget direktorat: Fyrdirektoratet. I tiårene, som fulgte, blev der gennemført flere byggeprojekter over hele landet. Frem til 1880 blev der bygget over 100 fyrstationer i Norge. Fyretableringen i Nordnorge kom sent i gang, men udbygningen blev efterhånden nødvendig under hensyn til fiskeriet, hurtigruten (startet i 1893) og malmtransporten (startet i 1903). Anda fyr i Øksnes kommune i Nordland var det sidste fyr, som blev bygget i Norge, i 1932.

### Udformning og funktion
Mellem 1802 og 1839 blev der opført seks kullblussfyr i Norge. Det sidste, som blev bygget, måske også det sidste i verden af denne slags, var Villa fyr uden for Namsos i Nord-Trøndelag; det blev bygget i 1839. Dette var også det første fyr nord for Trondheimsfjorden. 
I 1832 blev fyrlinser taget i brug i Norge, første gang på Oksøy fyr. 
I 1853 blev det første jerntårn i Norge opført, på Eigerøy fyr. Frem til 1950 blev der opført 40 fyrtårn i støbejern i Norge. I 1870'erne begyndte også opførelse af fyrtårne i beton, hvilke med tiden fik stor udbredelse. Frem til 1890 var alle fyrbygninger malede i en okkerfarve, senere blev de malet hvide. Det blev med tiden almindeligt at male en ca. 1 meter bred, rød stribe vertikalt på lang- eller gavlvæggen for, at fyret skulle synes bedre som dagmærke. I 1950'erne blev det almindeligt at klæde fyrbygninger med eternitplader. I dag hentes ofte den gamle klædning frem igen eller erstattes med ny.
I 1897 blev elektricitet forsøgt på Ryvingen fyr uden for Mandal, men det var for kostbart i drift og blev ombygget til acetylen-gasdrift. Hovedmængden af omlægningen til elektricitet på norske fyr kom så sent som efter 2. verdenskrig. De elektriske glødelamper er nu skiftede ud med energisparende halogenpærer, og på flere fyr drives disse af solcellepaneler eller vindgeneratorer.
Sletringen fyr på Frøya i Sydtrøndelag, som blev oprettet i 1899 og automatiseret og affolket i 1993, har Norges højeste fyrtårn. Tårnet er af støbejern og er 45 meter højt.
Under 2. verdenskrig blev mange af de norske fyr besatte af den tyske okkupationsmagt, de blev satte ud af spil som navigationssystem, og omkring flere af dem ble det anlagt fæstningsværker. På Færder fyr var der stationeret 12 tyske soldater ved siden af den faste betjening. Der blev lavet fire skyttegrave som forsvarsværk, og der var pigtråd rundt om hele øen. Fyret blev kun tændt og slukket på tyskernes kommando, for det var kun tyske skibe, som skulle have nytte af fyrlysene.
Fyrene blev bombemål for allierede fly, og mange fyr blev stærkt beskadigede som følge af bombninger. Dette medførte et omfattende istandsættelsesarbejde i de første efterkrigsår.
Alle fyrstationerne i Finnmark blev ødelagte, da tyskerne trak sig tilbage i 1944. De blev genopbyggede efter krigen i samtidens stramme, funktionalistiske arkitektur.
Siden 1988 er alle norske tågesignalanlæg ude af ordinær drift. Enkelte anlæg er fortsat operative men bruges sædvanligvis kun til demonstationsformål.
Der er i dag (anno 2006) 12 fyrstationer, som har funktion for DGPS-tjeneste langs den norske kyst: Færder, Lista, Utsira, Utvær, Svinøy, Halten, Sklinna, Skomvær, Andenes, Torsvåg, Fruholmen og Vardø
Foruden vedligeholdelse af fyrstationen og tilsyn/vedligehold af lygterne omkring havde fyrvogterne faste, daglige arbejdsopgaver, således at foretage meteorologiske observationer. Hver tredje time skulle det gøres vejrobservationer, som skulle sendes til Oslo. Tidligere måtte alt dette gøres manuelt, senere kunne det ske automatisk, men vejr, skyer, bølgehøjde, nedbørsmålinger og lignende må fortsat meldes manuelt.

### Livet på fyret
Mange af fyrstationerne i Norge var familiestationer. Det vil sige, at fyrvogterne boede på fyrene med deres familier. I fyrdirektørens instruks havde fyrvogteren med sin husstand ansvar for at vogte fyret (uden at husstanden fik nogen særlig kompensation for dette.
Ifølge en erindring var der på et fyrsted plads til "fire familier som boede på fyret. I 1920-åra var det opp til 30 mennesker som bodde der fast og de hadde egen skole på øya med klasserom oppe i tårnet. Dette varte til begynnelsen av 1950-tallet da det var bare to elever igjen. Den siste guvernanta på Færder kom fra Hamar og hadde ikke sett annet vann enn Mjøsa, så det var en stor overgang for henne da hun skulle bo midt ute på havet. Det hersket en betydelig rangorden med stor klasseforskjell i det lille samfunnet. Fyrmesteren hadde den beste boligen og den fineste hageflekken med gjerde rundt."
I dag er det så at sige slut med det klassiske fyrvogterhverv: når samtlige landets fyrstationer efterhånden er afbemandede, får fyrvogterne andre opgaver.

### Automatisering, affolkning og fredning
Siden det første norske fyr blev anlagt i 1655, er der blevet etableret til sammen over 200 bemandede fyrstationer i Norge. Det sidste norske bemandede fyr blev bygget i 1932. Da den første automatiseringsplan kom i 1975, var allerede mere end 100 fyrstationer afbemandede. De følgende tiår skete en dramatisk udvikling, idet alle installationer, som giver lys eller elektroniske signaler, siden er fuldstændigt automatiserede, og fyrtjenesten drives stort set uden bemanding. Omkring 100 fyrstationer drives dog fortsat som navigationsinstallationer, selv om de kun udgør et blandt flere vigtige navigationshjælpemidler. Automatiserede fyr erstattes ofte med en frit stående lygter.
I 1997 udarbejdede Riksantikvaren i samarbejde med Kystdirektoratet en national "verneplan for fyrstasjoner" for at sikre et repræsentativt udvalg af fyrene for eftertiden. Verneplanen går ud på fredning af omkring halvdelen af fyrstationerne i Norge (84 fyr) på grundlag af de enkelte steders kulturhistoriske værdi.

## Liste over norske fyr
Listen nedenfor er sorteret efter fyrets placering på skibsruten fra grænsen mod Sverige i sydøst til den russiske grænse i nordøst. Fyrene er opført under de fylker, de henhører under. De anførte årstal for hvert fyr er opførelsesåret og et eventuelt automatiseringsår.

### Østfold
| Fyr               | Kommune     | Opført | Funktion            | Synlighed (Sømil) | Status             |
| Torbjørnskjær fyr | Hvaler      | 1872   | Anduvningsfyr       | 15                | Automatiseret 1990 |
| Homlungen fyr     | Hvaler      | 1867   | Ledefyr             | 12                | Automatiseret 1952 |
| Strømtangen fyr   | Fredrikstad | 1859   | Indsejlingsfyr      | 11,5              | Automatiseret 1977 |
| Struten fyr       | Fredrikstad | 1907   | Lille anduvningsfyr |                   | Automatiseret 1985 |
| Gullholmen fyr    | Moss        | 1894   |                     |                   | Automatiseret 1984 |

### Akershus
| Fyr                       | Kommune  | Opført | Funktion          | Synlighed (Sømil) | Status             |
| Elle tågeklokke           | Frogn    | 1911   | Tågesignalstation | -                 | Nedlagt 1983       |
| Søndre Langåra tågeklokke | Frogn    | 1896   | Tågesignalstation | -                 | Nedlagt 1967       |
| Digerudgrunnen fyr        | Frogn    | 1871   |                   | 10,5              | Automatiseret 1975 |
| Steilene fyr              | Nesodden | 1827   |                   | 10,6              | Automatiseret 1992 |
| Ildjernsflua fyr          | Nesodden | 1919   | bundfast fyr      | -                 | Automatiseret 1967 |

### Oslo
| Fyr            | Kommune | Opført | Funktion | Synlighed (Sømil) | Status             |
| Heggholmen fyr | Oslo    | 1875   | Ledefyr  | 8,9               | Automatiseret 1972 |
| Dyna fyr       | Oslo    | 1874   |          |                   | Automatiseret 1956 |
| Kavringen fyr  | Oslo    | 1892   |          |                   | Automatiseret 1932 |

### Buskerud
| Fyr         | Kommune | Opført | Funktion | Synlighed (Sømil) | Status             |
| Filtvet fyr | Hurum   | 1840   | Ledefyr  |                   | Automatiseret 1985 |

### Vestfold
| Fyr                         | Kommune  | Opført | Funktion       | Synlighed (Sømil) | Status             |
| Store Færder fyr            | Tjøme    | 1697   | Anduvningsfyr  |                   | Nedlagt 1857       |
| Lille Færder (Tristein) fyr | Tjøme    | 1857   |                | 19                | Automatiseret 2004 |
| Torgersøy fyr               | Tønsberg | 1851   | Indsejlingsfyr |                   | Nedlagt 1890       |
| Svenner fyr                 | Larvik   | 1874   | Anduvningsfyr  |                   | Automatiseret 2003 |
| Stavernsodden fyr           | Larvik   | 1855   | Indsejlingsfyr | 14,9              | Automatiseret 1984 |
| Bastøy fyr                  | Horten   | 1840   | Ledefyr        |                   | Nedlagt 1986       |
| Medfjordbåen fyr            | Tønsberg | 1876   |                | 9,6               |                    |
| Fulehuk fyr                 | Nøtterøy | 1821   |                |                   | Nedlagt 1989       |
| Tvistein fyr                | Larvik   | 1908   |                | 13,2              | Automatiseret 1987 |
| Hollenderbåen fyr           | Nøtterøy | 1990   |                | 12,5              | Automatiseret      |

### Telemark
| Fyr                    | Kommune | Opført | Funktion          | Synlighed (Sømil) | Status             |
| Figgjeskjær tågeklokke | Bamble  | 1911   | Tågesignalstation | -                 | Nedlagt 1989       |
| Jomfruland fyr         | Kragerø | 1839   | Anduvningsfyr     | 19                | Automatiseret 1991 |
| Strømtangen fyr        | Kragerø | 1874   | Indsejlingsfyr    | 10,4              | Automatiseret 1962 |
| Stavseng fyr           | Kragerø | 1874   | Indsejlingsfyr    | 12,7              | Automatiseret 1968 |
| Langøytangen fyr       | Bamble  | 1839   | Ledefyr           | 13,5              | Automatiseret 1990 |

### Aust-Agder
| Fyr                  | Kommune     | Opført | Funktion             | Synlighed (Sømil) | Status             |
| Stangholmen fyr      | Risør       | 1855   | Indsejlingsfyr       |                   | Nedlagt 1959       |
| Lyngør fyr           | Tvedestrand | 1879   | Anduvningsfyr        | 14                | Automatiseret 2004 |
| Ytre Møkkalasset fyr | Arendal     | 1888   | Lede-/Indsejlingsfyr |                   | Nedlagt 1986       |
| Store Torungen fyr   | Arendal     | 1844   | Anduvningsfyr        | 18,5              | Avfolket 2004      |
| Lille Torungen fyr   | Arendal     | 1844   | Anduvningsfyr        |                   | Nedlagt 1914       |
| Sandvigodden fyr     | Arendal     | 1844   | Indsejlingsfyr       |                   | Nedlagt 1934       |
| Homborsund fyr       | Grimstad    | 1879   | Anduvningsfyr        | 14,5              | Automatiseret 1992 |
| Saltholmen fyr       | Lillesand   | 1882   | Indsejlingsfyr       |                   | Nedlagt 1952       |

- Ytre Møkkalasset fyr i Arendal.
- Ytre Møkkalasset fyr i Arendal.
- Sandvigodden fyr i Arendal.

### Vest-Agder
| Fyr                 | Kommune      | Opført | Funktion       | Synlighed (Sømil) | Status             |
| Grønningen fyr      | Kristiansand | 1878   | Indsejlingsfyr | 13,5              | Automatiseret 1980 |
| Oksøy fyr           | Kristiansand | 1832   | Anduvningsfyr  | 19                | Automatiseret 2004 |
| Odderøya fyr        | Kristiansand | 1832   | Havnefyr       | 13,8              | Automatiseret 1984 |
| Songvår fyr         | Søgne        | 1888   | Anduvningsfyr  | 14,5              | Automatiseret 1987 |
| Ryvingen fyr        | Mandal       | 1867   | Anduvningsfyr  | 19,5              | Automatiseret 2002 |
| Hatholmen fyr       | Mandal       | 1867   | Indsejlingsfyr | 9,6               | Automatiseret 1984 |
| Lindesnes fyr       | Lindesnes    | 1655   | Anduvningsfyr  | 19,4              | Automatiseret 2003 |
| Markøy fyr          | Lyngdal      | 1725   | Anduvningsfyr  |                   | Nedlagt 1844       |
| Søndre Kattland fyr | Farsund      | 1878   | Ledefyr        | 8,3               | Nedlagt 1947       |
| Lista fyr           | Farsund      | 1836   | Anduvningsfyr  | 17,5              | Automatiseret 2003 |

- Oksøy fyr, Kristiansand.
- Grønningen fyr, Kristiansand.
- Songvår fyr, Søgne.
- Ryvingen fyr, Mandal.
- Lista fyr, Farsund.
- Odderøya fyr, Kristiansand.
- Lindesnes fyr, Lindesnes.

### Rogaland
| Fyr                    | Kommune   | Opført | Funktion       | Synlighed (Sømil) | Status                     |
| Lille Presteskjær fyr  | Sokndal   | 1895   | Indsejlingsfyr | 11,2              | Automatiseret 1973         |
| Eigerøy fyr            | Eigersund | 1854   | Anduvningsfyr  | 18,8              | Automatiseret 1989         |
| Vibberodden fyr        | Eigersund | 1855   | Indsejlingsfyr |                   | Erst. af bundfast fyr 1977 |
| Kvassheim fyr          | Hå        | 1912   | Anduvningsfyr  |                   | Automatiseret 1990         |
| Obrestad fyr           | Hå        | 1873   |                | 17,6              | Automatiseret 1991         |
| Feistein fyr           | Klepp     | 1859   | Anduvningsfyr  | 16,8              | Automatiseret 1990         |
| Flatholmen fyr         | Sola      | 1862   | Ledefyr        | 13,5              | Automatiseret 1984         |
| Kvitsøy fyr            | Kvitsøy   | 1700   | Anduvningsfyr  | 18,5              | Automatiseret 1969         |
| Tungenes fyr           | Randaberg | 1828   |                |                   | Nedlagt 1984               |
| Fjøløy fyr             | Rennesøy  | 1849   | Ledefyr        | 13,8              | Automatiseret 1977         |
| Vikeholmen fyr         | Karmøy    | 1849   | Ledefyr        |                   | Automatiseret 1908         |
| Høgevarde fyr          | Karmøy    | 1700   | Ledefyr        |                   | Nedlagt 1902               |
| Sørhaugøy fyr (Tonjer) | Haugesund | 1846   | Lede-/havnefyr |                   | Nedlagt 1952               |
| Skudenes fyr           | Karmøy    | 1799   | Anduvningsfyr  |                   | Nedlagt 1924               |
| Geitungen fyr          | Karmøy    | 1924   | Anduvningsfyr  | 17,8              | Automatiseret 1994         |
| Utsira fyr             | Utsira    | 1844   | Anduvningsfyr  | 23                | Automatiseret 2004         |
| Røværsholmen fyr       | Haugesund | 1892   | Ledefyr        | 14,5              | Automatiseret 1975         |

- Kvitsøy fyr, Kvitsøy
- Utsira fyr, Utsira
- Obrestad fyr, Hå
- Tungenes fyr, Randaberg
- Kvassheim fyr, Hå
- Fjøløy fyr, Rennesøy
- Feistein fyr, Klepp
- Sørhaugøy fyr (Tonjer), Haugesund

### Hordaland
| Fyr             | Kommune   | Opført | Funktion                | Synlighed (Sømil) | Status             |
| Ryvarden fyr    | Sveio     | 1849   | Ledefyr                 | 13,4              | Automatiseret 1984 |
| Leirvik fyr     | Stord     |        |                         |                   |                    |
| Slåtterøy fyr   | Bømlo     | 1859   | Anduvningsfyr           | 18,5              | Automatiseret 2003 |
| Øksehamaren fyr | Austevoll | 1849   | Lede- og tidl. fiskefyr |                   | Nedlagt 1918       |
| Hellisøy fyr    | Fedje     | 1855   | Anduvningsfyr           | 18,8              | Automatiseret 1992 |
| Marstein fyr    | Austevoll | 1877   | Anduvningsfyr           | 17,5              | Automatiseret 2002 |
| Holmengrå fyr   | Fedje     | 1892   |                         | 17                |                    |

- Hellisøy fyr, Fedje.

### Sogn og Fjordane
| Fyr            | Kommune | Opført | Funktion             | Synlighed (Sømil) | Status             |
| Utvær fyr      | Solund  | 1900   | Anduvningsfyr        | 18,6              | Ubemandet fra 2004 |
| Geita fyr      | Askvoll | 1897   | Ledefyr              | 17                | Automatiseret 1982 |
| Austnes fyr    | Askvoll | 1917   | Ledefyr              | 6,5               | -                  |
| Ytterøyane fyr | Flora   | 1881   |                      | 20,4              | Ubemandet fra 2004 |
| Stabben fyr    | Flora   | 1867   | Ledefyr              | 13                | Automatiseret 1975 |
| Kvanhovden fyr | Flora   | 1895   |                      | 17,7              | Automatiseret 1980 |
| Hendanes fyr   | Vågsøy  | 1914   |                      | 19                | Automatiseret 1963 |
| Ulvesund fyr   | Vågsøy  | 1870   | Lede-/Indsejlingsfyr |                   | Automatiseret 1985 |
| Kråkenes fyr   | Vågsøy  | 1906   | Lede-/Indsejlingsfyr | 17,5              | Automatiseret 1986 |
| Skongenes fyr  | Vågsøy  | 1870   | Lede-/Indsejlingsfyr | 13,9              | Automatiseret 1985 |

- Kråkenes fyr, Vågsøy.

### Møre og Romsdal
| Fyr             | Kommune      | Opført | Funktion               | Synlighed (Sømil) | Status                         |
| Svinøy fyr      | Herøy        | 1905   | Anduvningsfyr          |                   | Ubemandet fra 2005             |
| Haugsholmen fyr | Sande        | 1876   |                        | 14                | Automatiseret 1979             |
| Flåvær fyr      | Herøy        | 1870   |                        | 13                | Automatiseret 1979             |
| Runde fyr       | Herøy        | 1767   | Anduvningsfyr          | 19                | Automatiseret 2002             |
| Grasøyane fyr   | Ulstein      | 1836   | Indsejlingsfyr         | 15,6              | Automatiseret 1986             |
| Hogsteinen fyr  | Giske        | 1857   | Indsejlingsfyr         |                   | Nedlagt 1905                   |
| Alnes fyr       | Giske        | 1853   |                        | 16,4              | Automatiseret 1982             |
| Erkna fyr       | Giske        | 1869   |                        | 17,5              | Automatiseret 1988             |
| Storholmen fyr  | Giske        | 1920   |                        | 17                | Automatiseret 1980             |
| Lepsøyrev fyr   | Haram        | 1879   |                        |                   | Automatiseret 1956             |
| Hellevik fyr    | Haram        | 1880   |                        |                   | Erst. af bundfast fyr 1988     |
| Ulla fyr        | Haram        | 1875   | Ledefyr/tidl. fiskefyr | 14,2              | Automatiseret 1975             |
| Ona fyr         | Sandøy       | 1867   | Anduvningsfyr          | 17,8              | Automatiseret 1971             |
| Flatflesa fyr   | Sandøy       | 1902   |                        | 15                | Erstattet af bundfast fyr 1988 |
| Bjørnsund fyr   | Fræna        | 1871   |                        | 15,3              | Automatiseret 1994             |
| Kvitholmen fyr  | Eide         | 1842   | Ledefyr                | 15,1              | Automatiseret 1990             |
| Hestskjær fyr   | Averøy       | 1879   |                        | 15                | Automatiseret 1986             |
| Stavnes fyr     | Averøy       | 1842   | Indsejlingsfyr         | 14,3              |                                |
| Grip fyr        | Kristiansund | 1888   | Anduvningsfyr          | 19                | Automatiseret 1977             |
| Tyrhaug fyr     | Smøla        | 1833   |                        | 13,4              | Automatiseret 1967             |
| Skalmen fyr     | Smøla        | 1907   |                        | 14,8              | Automatiseret 2002             |
| Haugjegla fyr   | Smøla        | 1922   | Ledefyr                | 15,3              | Automatiseret 1988             |

- Flåvær fyr, Herøy.
- Erkna fyr, Giske.
- Grip fyr, Kristiansund.
- Runde fyr, Herøy.
- Alnes fyr, Giske.
- Alnes fyr, Giske.
- Hestskjær fyr, Averøy.

### Sør-Trøndelag
| Fyr                | Kommune | Opført | Funktion          | Synlighed (Sømil) | Status                     |
| Sletringen fyr     | Frøya   | 1899   | Anduvningsfyr     | 18,5              | Automatiseret 1993         |
| Sula fyr           | Frøya   | 1909   | Anduvningsfyr     | 18                | Automatiseret 1974         |
| Vingleia fyr       | Frøya   | 1921   |                   | 13                | Erst. af bundfast fyr 1985 |
| Finnvær fyr        | Frøya   | 1912   | Anduvningsfyr     |                   | Nedlagt 1985               |
| Halten fyr         | Frøya   | 1875   | Anduvningsfyr     | 17,5              | Bemandet                   |
| Terningen fyr      | Hitra   | 1833   |                   | 13,4              | Automatiseret 1991         |
| Børøyholmen fyr    | Hitra   | 1874   |                   |                   | Erst. af bundfast fyr 1970 |
| Agdenes fyr        | Agdenes | 1804   |                   |                   | Nedlagt 1984               |
| Rødberg tåkeklokke | Rissa   | 1919   | Tågesignalstation |                   | Nedlagt 1986               |
| Kjeungskjær fyr    | Ørland  | 1880   | Ledefyr           | 13                | Automatiseret 1987         |
| Asenvågøy fyr      | Bjugn   | 1921   | Indsejlingsfyr    | 16                | Automatiseret 1975         |
| Kaura fyr          | Roan    | 1931   | Ledefyr           | 12,2              | Automatiseret 1959         |
| Buholmråsa fyr     | Osen    | 1917   | Ledefyr           | 17                | Automatiseret 1994         |
| Kya fyr            | Osen    | (1920) | Anduvningsfyr     | 12,2              | Automatiseret 1958         |

- Kjeungskjær fyr, Ørland.
- Agdenes fyr, Agdenes.
- Halten fyr, Frøya.
- Sula fyr, Sula i Frøya.

### Nord-Trøndelag
| Fyr             | Kommune   | Opført | Funktion      | Synlighed (Sømil) | Status                     |
| Villa fyr       | Flatanger | 1839   | Ledefyr       |                   | Nedlagt 1890               |
| Ellingsråsa fyr | Flatanger |        |               |                   |                            |
| Gjeslingene fyr | Vikna     | 1877   | Ledefyr       | 14,7              | Automatiseret 1987         |
| Grinna fyr      | Vikna     | 1904   |               | 14,7              | Automatiseret 1977         |
| Nordøyan fyr    | Vikna     | 1890   | Anduvningsfyr | 17,2              | Automatiseret 2005         |
| Prestøy fyr     | Nærøy     | 1841   |               |                   | Erst. af Nærøysund 1904    |
| Nærøysund fyr   | Vikna     | 1904   |               | 12,7              | Erst. af bundfast fyr 1984 |
| Sklinna fyr     | Leka      | 1910   | Anduvningsfyr | 18,5              | Automatiseret 2004         |

### Nordland
| Fyr                  | Kommune   | Opført | Funktion       | Synlighed (Sømil) | Status                       |
| Uttorgflesa fyr      | Brønnøy   | 1910   |                |                   | Erst. af bundfast fyr 1945   |
| Brønnøysund fyr      | Brønnøy   | 1862   |                |                   | Erst. af bundfast fyr 1935   |
| Bremstein fyr        | Vega      | 1925   | Anduvningsfyr  | 18                | Automatiseret 1980           |
| Skjelva fyr          | Alstahaug | 1898   |                |                   | Erst. af bundfast fyr 1952   |
| Ytterholmen fyr      | Herøy     | 1912   |                | 19                | Automatiseret 2003           |
| Gjøsnakken fyr       | Dønna     | 1896   | Fiskefyr       |                   | Erst. af bundfast fyr 1927   |
| Åsvær fyr            | Dønna     | 1876   | Ledefyr        | 15                | Automatiseret 1980           |
| Træna fyr            | Træna     | 1877   | Anduvningsfyr  | 17                | Automatiseret 1974           |
| Myken fyr            | Rødøy     | 1918   | Ledefyr        | 16,8              | Automatiseret 1974           |
| Kalsholmen fyr       | Meløy     | 1916   |                | 16                | Automatiseret 1993           |
| Støtt fyr            | Meløy     | 1867   |                |                   | Erst. af bundfast fyr 1954   |
| Nyholmen fyr         | Bodø      | 1875   | Lede-/havnefyr |                   | Nedlagt 1907                 |
| Tennholmen fyr       | Bodø      | 1901   |                | 15,5              | Automatiseret 2002           |
| Grytøy fyr           | Bodø      | 1865   | Anduvningsfyr  |                   | Erst. af bundfast fyr 1959   |
| Vågøy fyr            | Bodø      | 1859   | Anduvningsfyr  |                   | Erst. af bundfast fyr 1911   |
| Landegode fyr        | Bodø      | 1902   | Indsejlingsfyr | 17,8              | Automatiseret 1993           |
| Bjørnøy fyr          | Bodø      | 1890   |                |                   | Erst. af bundfast fyr 1972   |
| Måløy-Skarholmen fyr | Steigen   | 1922   | Ledefyr        | 18                | Automatiseret 1979           |
| Flatøy fyr           | Steigen   | 1882   | Ledefyr        |                   | Erst. af bundfast fyr 1966   |
| Tranøy fyr           | Hamarøy   | 1864   | Ledefyr        | 15,6              | Automatiseret 1991           |
| Barøy fyr            | Ballangen | 1903   |                | 15,5              | Automatiseret 1980           |
| Lødingen fyr         | Lødingen  | 1862   |                |                   | Erst. af bundfast fyr 1914   |
| Rotvær fyr           | Lødingen  | 1914   |                | 14                | Erst. af bundfast fyr 1985   |
| Skrova fyr           | Vågan     | 1856   | Fiskefyr       |                   | Erst. af bundfast fyr 1922   |
| Skrova fyr           | Vågan     | 1922   | Ledefyr        | 18                | Automatiseret 2005           |
| Svolvær fyr          | Vågan     | 1856   | Fiskefyr       |                   | Erst. af bundfast fyrer 1912 |
| Ørsvåg fyr           | Vågan     | 1862   | Havnefyr       |                   | Erst. af bundfast fyr 1951   |
| Moholmen fyr         | Vågan     | 1914   |                | 14,5              | Automatiseret 1974           |
| Henningsvær fyr      | Vågan     | 1857   | Fiskefyr       |                   | Erst. af bundfast fyr 1935   |
| Stamsund fyr         | Vestvågøy | 1859   | Fiskefyr       |                   | Erst. af bundfast fyr 1943   |
| Ballstad fyr         | Vestvågøy | 1857   | Fiskefyr       |                   | Erst. af bundfast fyr 1956   |
| Reine fyr            | Moskenes  | 1862   | Havnefyr       |                   | Erst. af bundfast fyr 1925   |
| Glåpen fyr           | Moskenes  | 1857   |                | 17,5              | Erst. af bundfast fyr 1985   |
| Værøy fyr            | Værøy     | 1880   | Indsejlingsfyr | 12,5              | Automatiseret 1984           |
| Skomvær fyr          | Røst      | 1887   | Anduvningsfyr  | 18,9              | Automatiseret 1978           |
| Litløy fyr           | Bø        | 1912   | Anduvningsfyr  | 20                | Ubemandet fra 2003           |
| Anda fyr             | Øksnes    | 1932   | Anduvningsfyr  | 18                | Automatiseret 1987           |
| Andenes fyr          | Andøy     | 1859   | Anduvningsfyr  | 18                | Automatiseret 1978           |

- Andenes fyr, Andøy
- Nyholmen fyr, Bodø
- Landegode fyr, Bodø

### Troms
| Fyr              | Kommune | Opført | Funktion       | Synlighed (Sømil) | Status             |
| Hekkingen fyr    | Lenvik  | 1859   | Indsejlingsfyr | 14,6              | Automatiseret 2005 |
| Torsvåg fyr      | Karlsøy | 1916   | Indsejlingsfyr | 12,5              | Bemandet til 2007  |
| Fugløykalven fyr | Karlsøy | 1920   | Indsejlingsfyr | 16                | Automatiseret 2003 |

### Finnmark
| Fyr           | Kommune      | Opført | Funktion             | Synlighed (Sømil) | Status             |
| Fuglenes fyr  | Hammerfest   | 1859   |                      |                   |                    |
| Fruholmen fyr | Måsøy        | 1866   | Anduvningsfyr        | 19                | Automatiseret 2006 |
| Helnes fyr    | Nordkapp     | 1908   | Anduvningsfyr        | 17,2              | Automatiseret 2004 |
| Slettnes fyr  | Gamvik       | 1905   | Ledefyr              | 17,6              | Automatiseret 2005 |
| Kjølnes fyr   | Berlevåg     | 1916   | Ledefyr              | 15                | Automatiseret 1994 |
| Makkaur fyr   | Båtsfjord    | 1928   | Ledefyr              | 17,6              | Automatiseret 2005 |
| Vardø fyr     | Vardø        | 1896   | Lede-/Indsejlingsfyr | 23                | Automatiseret 1991 |
| Bøkfjord fyr  | Sør-Varanger | 1910   | Indsejlingsfyr       | 16                | Automatiseret 2006 |